# شينغو هوندا
شينغو هوندا (باليابانية: 本田 真吾) (مواليد 23 نوفمبر 1987)، هو لاعب كرة قدم ياباني سابق كان يلعب كلاعب وسط.

## وصلات خارجية
- شينغو هوندا على موقع رابطة كرة القدم اليابانية للمحترفين (اليابانية)
- شينغو هوندا على موقع عالم كرة القدم.نت (الإنجليزية)